# Shargacucullia scrophulariae
Shargacucullia (Shargacucullia) scrophulariae (Denis & Schiffermüller, 1775) è un lepidottero appartenente alla famiglia Noctuidae, diffuso in Europa.

## Descrizione
Questa farfalla è molto difficile da distinguere dalla falena Shargacucullia verbasci, se non esaminando i genitali. L'apertura alare è di circa 45 mm.

## Biologia

### Alimentazione
Le larve si nutrono di Scrophularia umbrosa, Scrophularia nodosa, Scrophularia auriculata, Scrophularia canina, Verbascum lychnitis e Verbascum thapsus.

### Periodo di volo
Il lepidottero vola da maggio ad agosto a seconda della posizione geografica.

## Distribuzione e habitat
Vive in tutta Europa, sino in Turchia.

## Galleria d'immagini

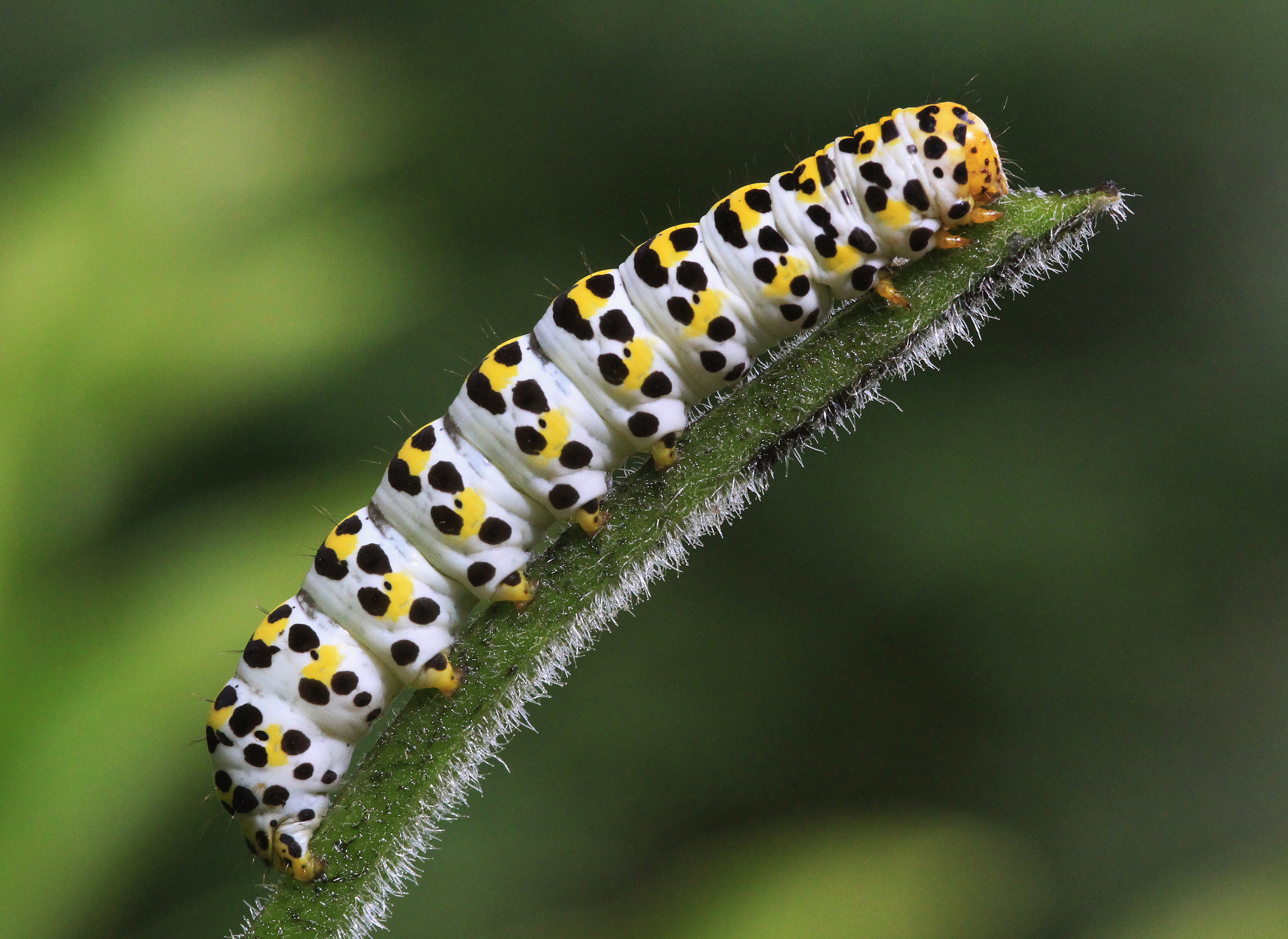
Larva
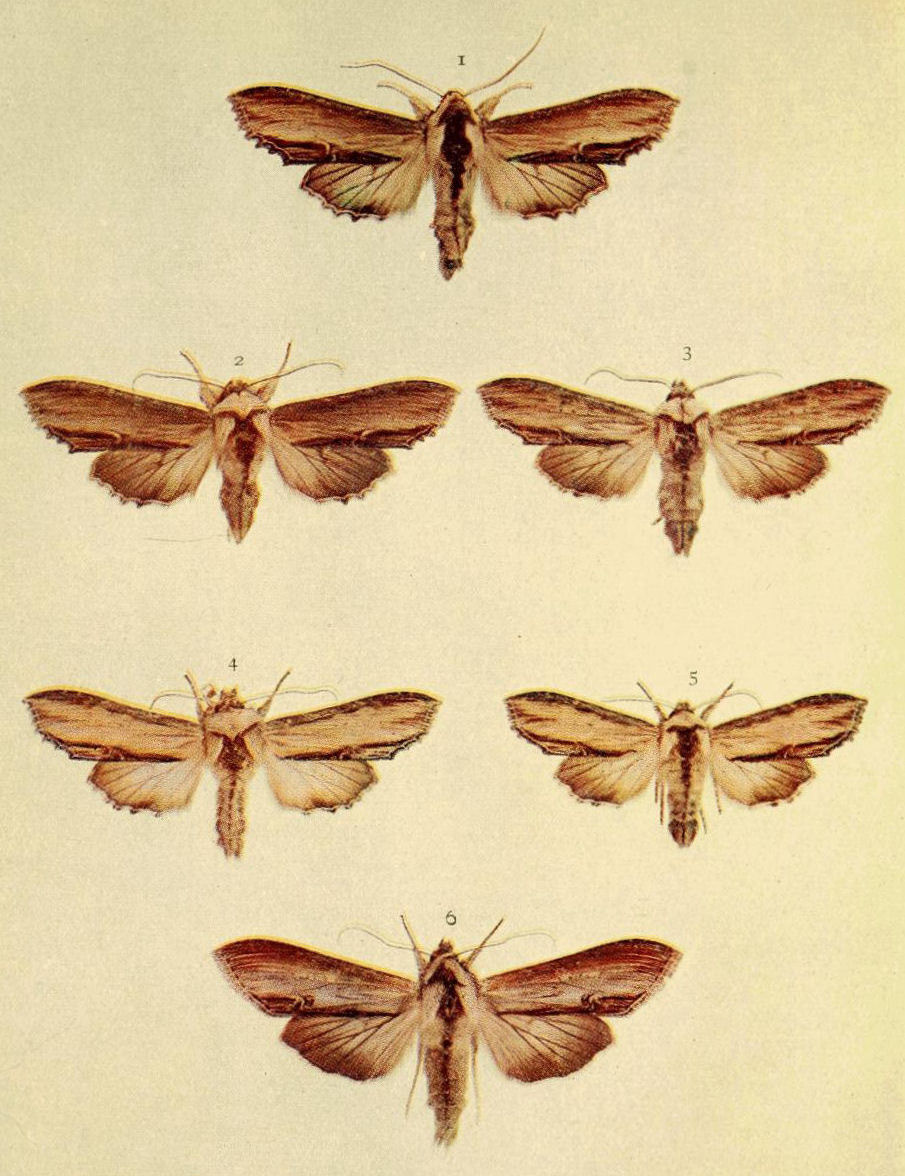
Confronto, numero 3, con altre falene